# Platymantis corrugatus
Platymantis corrugatus är en groddjursart som först beskrevs av Duméril 1853.  Platymantis corrugatus ingår i släktet Platymantis och familjen Ceratobatrachidae. IUCN kategoriserar arten globalt som livskraftig. Inga underarter finns listade i Catalogue of Life.